# Термоминерални извори Војводине
Термоминерални извори Војводине су значајни хидрографски објекти и природно добро од националног значаја за Републику Србију, пре свега због физичких и хемијских одлика вода са њихових извора, и њихове медицинске, балнеолошке и туристичку вредност у рекреативном и задравственом туризму (лечење и рехабилитацији различитих болести, и других стања здравља). Иако су истраживањима утврђене бројне појаве подземних вода са различитим термалним и минералним карактеристикама на територији Војводине, које чине ове воде лековитим, за сада се у лековите воде користе на само десетак локалитета (Кањижа, Бања Јунаковић, Врдник, Сланкамен, Бездан, Јодна бања, Русанда, Пачир...), што није ни близу потенцијалних могућности какве се нуде на 80 и више локалитета.

## Историја
Природне изворе топлих минералних вода у лековите сврхе човек је користио од најранијих периода цивилизације, и поред тога што му дуго није било познато њихово физиолошко деловање на организам и његово здравље. 
Старе цивилизације, попут грчке и римске, поклањале су посебну пажњу природним лековитим изворима. О томе сведоче бројни археолошки налази и писани документи. O лековитости минералних вода писали су Херодот (5. век п. н. е.) и Хипократ (5—6 век п. н. е.). 
Материјални остаци купатила из бање Виши из 2000. године п. н. е, указују на чињеницу да је култна функција тих вода је била веома раширена у античко доба, и да се она није мењала кроз векове. У предримско доба и касније, лековитим водама су приношене жртве као божанствима; „чудотворни” извори су представљали места лечења у многим храмовима подизаним поред таквих извора. У доба Римљана била је чест случај градње стационари за одмор и опоравак легионара, дуж траса њиховог кретања.
Све до средњег века коришћења термалних и минералних вода било је у сталном порасту. Почетком 7. века у Француској је организована бањска инспекција, која се старала о стању и искоришћавању бања. а у 14. веку у Европи је већ коришћена бања Баден-Баден.
Неколико векова долази до застоја у развоју бања, које свој значај добијају тек од 19 века. 

### Прва истраживања, анализе и писани подаци о термоминералним водама Војводине
Истраживање и коришћење термоминералних вода у Војводини је новијег датума због тога што је на овом простору било јако мало природних извора са термоминералним водама. Специфичне хидрогеолошке прилике Војводине условљене геолошком грађом и морфолошким склопом терена онемогућавале су формирање природних лековитих извора на ширем простору, као што је то случај у другим деловима Србије. Изузетак су, у извесној мери, Фрушка гора, Вршачке планине и ободни делови лесних и пешчаних платоа. 
Приликом археолошких ископавања 1982. године, на локалитету Калина, 4 км северозападно од Ердевика, откривен је базен са изворима топле воде, па се претпоставља да се ради о античкој бањи из римског периода коју су користили становници Сирмијума. Исти извор под називом „Бања” интензивно је коришћен за купање у турско време. Данас је овај извор запуштен. 
Извор у Сланкамену Османлије су користили још у 16. веку. Извор се спомиње 1702. године као добро уређена турска бања са извором слане воде, а о његовом коришћењу сведоче и остаци турског хамама. Прву хемијску анализу воде са овог извора извршио је аустријски апотекар Franc Schams око 1820. године. Атанасије Стојковић, писац прве српске физике, 1797. године наводи Борковачки извор, недалеко од Руме, као исцелитељски од грознице и стомачних болести. 
Карловачки лекар Јосиф Ребић у својој докторској дисертацији из 1835. године посебно истиче:
- Стражиловски извор, за који твррди да лечи од свакојаке грознице”),

- Кулину водицу код манастира Гргетега за који каже да га посећуј 'силни болесници сваке године и налазе ту здравље''

- Вилину водицу за коју кааже да је лековита

- Убавац код манастира Велика Ремета, за који тврди да лечи од грознице”

Према писању проте Васе Констатиновића, на извор Убавац ''су долазили Патријарх Стеван Стратимировић, Вук Караџић, Доситеј Обрадовић, а према неким легендама и Сава Немањић''. 
На обалама Палићког језера основано је 1845. године лечилиште ''Палић'', где је поред воде из језера коришћено и блато. 
На бази минералне воде и блата из језера Русанда код Зрењанина изграђено је 1866. године ''дрвено купатило'' које је око 1927. године изгорело па је исте године саграђено ново, модерније. 
У медицинске сврхе коришћене су и неке баре (Орловача код Мола, Шишковар код Санада, Оролија код Шајкаша и др.). 
Тек са усавршавањем технике бушења и опремања бунара и бушотина, а нарочито почетком бушења по Војводини у циљу откривања нафте и гас, откривени су разни типови термоминералних вода, и временом је започело и њихово масовније коришћење.
Према Б. Букурову, у Остојићеву је постојао слани бунар ископан пре 1881. године, чија су лековита својства била позната деценијама локалном становништву. Бунар није одржаван, па је данас запушен. Крајем 19. и почетком 20. века бушење бунара за водоснабдевање становништва добило је већи замах. Трагајући за ''живом водом'' (артеском) бунарџије су често достизале дубине од 400 m и више али, уместо пијаће, откривали су термоминералну воду. Такви бунари нису ликвидирани већ су коришћени у виду јавних купатила и лечилишта.
| Р.б. | Локалитет  | Објекат                     | Год. буш. бунара | Год. изградње објекта | Дуб. бунара (m) | Почетна издашност бунара | Излазна темпер. воде (l/min) |
| ---- | ---------- | --------------------------- | ---------------- | --------------------- | --------------- | ------------------------ | ---------------------------- |
| 1.   | Нови Сад   | Варошко јавно купатило      | 1898.            | 1910.                 | 198             | 240                      | 25                           |
| 2.   | Бечеј      | Јавно купатило              | 1904.            | -                     | 390             | 230                      | 32                           |
| 3.   | Кањижа     | Купатило чудотворног бунара | 1908.            | 1913.                 | 200             | 100                      | 27                           |
| 4.   | Бездан     | Градско хигијенско купатило | 1912.            | 1939.                 | 282             | 25                       | 22                           |
| 5.   | Сента      | Градско купатило            | 1912.            | -                     | 333             | 125                      | 27                           |
| 6.   | Пригревица | Јавно купатило              | 1913.            | 1929.                 | 312             | 13                       | 25                           |
| 7.   | Змајево    | Купатило                    | 1914.            | -                     | 280             | 60                       | 24                           |
| 8.   | Темерин    | Лековито купатило           | 1919.            | -                     | 397             | 384                      | 29                           |

Поред бунара наведених у табели, постојали су и објекти, чија вћина вода садржи повећану концентрацију јода и брома, са присуством раствореног гаса метанског типа у количини до 1 m³/m3 у у следечим местима:
- Светозару Милетићу,
- Купинову,
- Обровцу,
- Бајши,
- Врбасу,
- Пригревици и др.

Воде са ових извора најчешће су бледо жуте боје и припадају хидрокарбонатно-натријумском,
ређе калцијумском или магнезијумском типу, односно алкалним, земноалкалним, муријатичним,
слабо киселим хипотермама. Коришћене су за лечење разних болести или хигијенска купања.

## Физичко-хемијске и балнеотерапеутске карактеристике термоминералних вода Војводине
Све подземне воде Војводине, са дубине веће од 400-500 m, могу се окарактерисати као термоминералне, пошто садрже више од 1 g растворених чврстих минералних материја у 1 литру воде и имају температуру вишу од 20 C. Поред тога, све воде Војводине садрже у себи растворене гасове (0,5 до 2,2 m³ гаса по једном m3 воде) претежно метанског састава (80—95%) са примесама угљендиоксида, сумпорводоника и азота.

### Водоиздашност
Водоиздашност (капацитет) појединих хидротермалних бушотина на самом изливу најчешће се
креће између 10 и 20 l/sес. Скоро све бушотине у Војводини раде самоизливно, као резултат повећаних лежишних притисака или феномена гас-лифтсистема, односно садржаја растворених гасова у води.
- Највећа почетна издашност регистрована је на бушотини Куп-1/X у јужном Срему из карстификованих доломитичних кречњака тријасте старости (41,6 l/s).
- Велике почетне водоиздашности су добијене из миоценских пескова, пешчара и кречњака (max 37 l/s), горњо понтијских пешчара (max 28 l/s) и палудинских пескова (max 12 l/s).
- Најмање водоиздашности добијене су из доњо понтијских пешчара (cca 3 l/s) и распаднутих кристаластих шкриљаца (2—4 l/s).

### Температура
Температуре термоминералних вода Војводине на изласку из бушотина најчешће износе 45-65 °C, а
максималне 80-90 °C. У неким дубоким бушотинама измерене су слојне температуре преко 160 °C
(на дубинама преко 3.000 m), међутим воде са тих дубина имају високу минерализацију и нису
погодне за коришћење.
- Воде са излазном температуром већом од 80 °C добијаају се у северном и североисточном Банату, из пешчара горњег понта.

- Воде са излазном температуром од 50 °C до 80 °C јаављају се на простору северног и средњег Баната, средишњег дела источне Бачке и западног Срема, из пешчара горњег понта и полудинских слојева.
- Воде са излазном температуром од 45 °C до 75 °C због својих специфичности посебно се издвајају на теренима са тријаским кречњацима и доломитима. Налазе се у јужном и источном Срему, западној Бачкој и источном Банату, док се на реосталом простору Војводине, изузев Фрушке горе и Вршачких планина, јављају претећно термоминералне воде са излазним температурама дo 50 °C.

## Примена у лековите и енергетске сврхе
Коришћење термоминералних вода Војводине у лековите сврхе започето је веома рано, док је њихово коришћење у енергетске сврхе новијег датума. 

### Примене у лечењу
Традиција коришћења минералних и термоминералних вода (природних лековитих вода) у Војводини у балнеолошке сврхе доста је дуга, а и данас је овај вид коришћења најзаступљенији. У бањама се ова вода користи за:
- балнеотерапеутске третмане  44% воде
- загревање бањских капацитета 39%.

### Примена у енергетске сврхе
Структура коришћења вода у енергетске сврхе је широка, у:
- пољопривреди за загревање стакленика,
- сточарству за загревање фарми,
- индустрији коже и вуне као технолошка топла вода,
- загревању друштвених просторија,
- санитарне сврхе где је потребна топла вода,
- бањама за загревање различитих објеката (39%).

## Годишња потрошња
Данашња укупна годишња потрошња термоминералних вода у Војводини је на нивоу око 1 милион метара кубних, иако су расположиви капацитети бушотина повезаних у хидротермалне системе 2-3 пута већи. Овако низак степен коришћења расположивих капацитета последица је специфичности хидротермалне енергије, односно њене сезонске потрошње.
Континуирана потрошња термоминералне воде током целе године могућа је само у бањама за балнеотерапеутске потребе и фабрикама за технолошке процесе. Остали потрошачи имају сезонски карактер, пошто се топлотна енергија користи само у зимском периоду.

## Регистроване бање у Војводини
Током вишегодишњег систематског и наменског истраживања, регистрован је већи број локалитета на којима су добијене термоминералне воде веома погодне за балнеолошке сврхе, и развој бањско-туристичких и спортскорекреационих центара широм Војводине. Данас у Војводини постоји шест регистрованих бања. Од ових шест бање у Војводини могу се похвалити развојем и понудом Бања Кањижа, Бања Јунаковић, Бања Палић и Бања Врдник, а нешто мање развијене бање су Русанда и Сланкамен.

### Бања Кањижа
Бања Кањижа на североистоку Бачке, у делу Војводине који се простире између Дунава, Тисе и границе Србије са Мађарском, у Кањижи, општина Кањижа, 120 км од Новог Сада и 200 км од Београда. Бања је званично основана 1913. године, када је примећен извор топле, жућкасте минералне воде. До данас је откривено још термоминералних извора, а температура воде се креће од 51 °C до 72 °C. Ове воде су богате натријумом, јодом, угљоводоницима и сулфидима, а поред водене терапије, лечењем лековитим блатом -пелоид се такође примењује. Ова бања лечи реуматске болести, стања после повреда мишићно-коштаног система, повреде периферног нервног система, стања постоперативне ортопедије, оштећења централног нервног система код деце итд.

### Бања Јунаковић
Бања Јунаковић, Апатин, општина Апатин; се сматра најизражајнијим бањским потенцијалом Војводине. На северозападу Бачке, окружен растињем, име је добио по породици која је некада имала шуму која се простире дуж урбанизованог дела бање. По минералним својствима воде, ова бања је у рангу са популарним чешким Карловим Варима, хрватским Липиком и мађарским Харкањем. Бања Јунаковић простире се на 230 хектара поља и багремових, храстових и јасенових шума. У медицинском блоку рехабилитационо-рекреативног центра Јунаковић користе се различите методе медицинске терапије, и то: хидро, кинеска терапија, електро и парафинска терапија, акупунктура и масажа. Бања је погодна за лечење реуматских, гинеколошких и астматичних болести. Лековите воде ове бање садрже велики број минерала попут натријума, магнезијума, калијума, литијума и калцијума, а такође су богате колоидним раствореним оксидима.

### Бања Палић
Бања Палић у Палићу, општина Суботица; је бања у северној Бачкој, на око 7 км од Суботице. Бања је настала на граници леса и песка поред Палићког језера и представљају туристичку природну целину. Под именом Палус, први пут се помиње 1690. године, а претпоставља се да је то име добило по старој пустари Палиј која се помиње још 1462. године, или по насељу Палеђхаза, које се помиње век касније. Језеро Бање Палић је некада било слано, па је из њега вађена со. Главни лекар Бачке жупаније, Јанош Готфрид Либертраут, указао је 1780. године на висок садржај соли у језерској води, а тиме и на на њену лековитост. Као лековито језеро помиње се 1823.гоодине, а године 1856. извршена је прва хемијска анализа воде која је потврдила ове претпоставке. На обали језера 1845. изграђено је прво Топло купатило и Палић је постао бања.
Бања Палић и летовалиште доживљавају процват почетком 20. века, тачније од 15. септембра 1912. године, кад је у Суботици отворено чувено здање Градске куће – купатило Палић добија атрактивну Велику терасу, Женски штранд и водоторањ. Вода Палићког језера сумпоровита је алкална и муријатична (24 С . а садржи литијум и рубидијум, који се користи у лечењу реуматских и нервних обољења. Језерско блато, такође је, лековито. Стронцијум је његов главни састојак, који при срастању костију. Зато се лечење у овој бањи обавља купањем у загрејаној води (топло купатило) и облогама загрејаног минералног муља (блатно купатило).

### Бања Врдник
Бања Врдник Врдник, општина Ириг. за коју су посебно значајне термоминералне воде. Посебно се издваја извор киселе и извор термалне воде. Извор киселе минералне воде налази се у долини врдничког потока. Овај извор је откривен 1953. године и давао је око 50 литара воде на минуту, температуре 15,5 °C. Други извор термалне воде појавио се када је вода поплавила јужно окно рудника мрког угља у Врднику.
Вода је класификована као натријум-магнезијум-хидрокарбонатно-сулфидна хомеотерма. Температура воде је 32,8 °C, и успешно се примењује код лечења реуматизма, за постоперативну рехабилитацију и друго. Почетак здравственог туризма датира из времена непосредно после открића воде. Врднички рудари су још пре Другог светског рата ископали два базена 20х10 i 10х6 метара, а после 2. светског рата затворени базен 14х8 метара и користили за лековите купке. Касније, вода се почиње користити уз савремене методе лечења, тако је Врдник постао здравствено-бањски и рекреациони центар.

### Бања Стари Сланкамен
Бања Стари Сланкамен Стари Сланкамен, општина Инђија; је најстарија у Војводини. Налази се на крајњим источним обронцима Фрушке горе, који се завршавају стрмим одсеком, на десној обали Дунава, наспрам ушћа Тисе у Дунав. Први бунар ископан је 1702. године и назван Турско купатило а вода се као лековита користила за болне и невољне. Прву анализу воде урадио је универзитетски професор др Срећко Бошковић 1899. године. Схвативши значај ове воде, 1903. године чланови акционарског друштва Слањача започели су прве активности на изградњи бање. Тада је ископан бунар дубине 3,54 m из кога се све до данашњих дана вода експлоатисала. Године 1906. започео је упис акција за изградњу бање. Тим средствима изграђен је хотел на два спрата, са курсалоном у приземљу. Поред хотела подигнути су депаданс и ресторан са верандом и терасом са погледом на Дунав.

#### Бања Русанда
Бања Русанда Меленци, општина Зрењанин. је једна од најстаријих бања у Војводини. Смештена је на северној обали језера Русанда, окружена широким зеленим појасом, на 16 km од Зрењанина. Бања је настала захваљујући исцелитељским својствима воде и блата из језера Русанда. Језеро Русанда формирано је у мртваји (напуштеном кориту) Тисе. Површина му је 4 km². У
нормалним условима дубина воде износи 0,5-1,5 m. Дно је прекривено житким, плавоцрвеним муљем дебљине 0,5-1,0 m. Блато је веома чисто, претежно неорганског састава, са садржајем сумпорводоника. На дну језера налази се неколико извора муља (жмиравца) који су активни и
када језеро пресуши. Из једног од тих хладних блатних извора блато се деценијама вади за потребе бање. Вода језера је муријатична (NаCl), салинична (Nа2SО4) и алкална (NаHCО3). Укупна минерализација воде у просеку износи око 4 g/l, али се мења зависно од летњих испарења и пролећног прилива воде. Мутног је изгледа, непријатног укуса и мириса, па отуда и оскудан биљни и животињски свет у њој.

### Локалитети која носе ознаку „бања”
Поред ових бања постоји и неколико локалитета који се називају бањама и могу се сматрати као потенцијални локалитети за развој бање, у које спадају:
- Јодна бања Нови Сад или Специјална болница за реуматске болести Нови Сад здравстевена је установа у Новом Саду, у Футошкој улици бр. 68.. То је савремена реуматолошка болница и једина специјализована установа ове врсте у Војводини.

- Јодна бања Бечеј (јодно купатило),
- Јодна бања Нови Сад (јодно купатило),
- Темеринска бања,
- Безданска Бања.

### Бање и јавна купатила која више не постоје
Бања и јавних купатила, који су раније постоја, а временом су престала да раде, а неке су и потпуно разрушене, због лоше опремљености и престанка улагања у њихов даљи развој:
- Јерменовци,
- Змајево,
- Купиново,
- Орловача,
- Остојићево,
- Омољица...

## Списак локалитета
У Војводини се данас термоминералне воде користе или су у неком ранијем периоду коришћене на 23 локалитета, рачунајући и базене и купатила од локалног значаја.
| Ред бр. | Назив система (локалитет - место) | Опт. издаш (l/s) | Темп. воде ( C) | Почетак коришћења | Корисник              | Сврха коришћења                 |
| ------- | --------------------------------- | ---------------- | --------------- | ----------------- | --------------------- | ------------------------------- |
| 1.      | Карађорђево                       | 2,17             | 34              | 1978.             | Војска Србије         | Затворен базен за рекреацију    |
| 2.      | Палић језеро                      | 5,00             | 45              | 1987              | Хотел Језеро          | Загревање просторија хотела     |
| 3.      | Палић језеро                      | 12,17            | 48              | 1985              | РО 'Акумулација'      | Отворен спорт. рекреац.базен    |
| 4.      | Суботица-Дудова шума              | 4,83             | 35              | 1984              | Завод за техн.култ.   | Отвор.спорт. рекреат.центар     |
| 5.      | Кањижа (две бушот.)               | 5,00 14,00       | 41 65           | 1981 1986         | Бања Кањижа           | Загревање бање, балнеотерапија  |
| 6.      | Кула                              | 9,50             | 50              | 1981              | Центар за физ. култ.  | Отворени базени                 |
| 7.      | Кула                              | 8,50             | 51              | 1985              | ФВТ Слобода           | Технолошка вода                 |
| 8.      | Кула                              | 8,33             | 53              | 1984              | Фабр. коже Етерна     | Технолошка топла вода           |
| 9.      | Пригревица бања                   | 20,83            | 54              | 1983              | Бања 'Јунаковић'      | Загревање бање, балнеотерапија  |
| 10.     | Врбас                             | 3,50 4,33        | 39 51           | 1986              | Завод за физ.култ.    | Затворен рекреациони базен      |
| 11.     | Србобран                          | 11,67            | 63              | 1984              | РО Елан               | Загревање стакленика            |
| 12.     | Бечеј                             | 1,16             | -               |                   | Јодна бања            | Балнеотерапија                  |
| 13.     | Бечеј                             | 19,45            | 65              | 1988              | ОСЦ Младост           | Загр.прост.топл. воде и базена  |
| 14.     | Темерин                           | 20,00            | 41              | 1987              | Месна заједница       | Отворени базени                 |
| 15.     | Бачки Петровац                    | 7,83             | 45              | 1987              | Инст.за хмељ          | Загрев. просторија, сушење биља |
| 16.     | Челарево                          | 5,00             | 31              | 1996              | Текст.комб. Дунав     | Затворени базен у мотелу Дунав  |
| 17.     | Кикинда                           | 15,17            | 51              | 1985              | Св. фарма 'Јединство' | Загревање свињогојске фарме     |
| 18.     | Кикинда-Шумице                    | 6,17             | 50              | 1984              | КРО 6 октобар         | Загревање пластеника            |
| 19.     | Мокрин                            | 10,50            | 51 1984         |                   | ДП 'Мокрин'           | Загревање свињогојске фарме     |
| 20.     | Меленци                           | 10,33            | 33              | 1985              | Бања Русанда          | Балнеотерапија                  |
| 21.     | Банатско Велико Село              | 10,00            | 43              | 1987              | ДП 'Козара'           | Загревање свињогојске фарме     |
| 22.     | Банатско Велико Село              | 6,67             | 45              | 1990              | ИПП Банат             | Загр.пословних просторија       |
| 23.     | Девојачки бунар                   | 10,00            | 25              | 1986              | Уго. пред.            | Отворени базени                 |